# Milan Mišković
Milan Mišković (Premantura, pokraj Pule, 8. siječnja 1918. - Ivanić-Grad, 8. rujna 1978. ), bio je sudionik narodnooslobodilačke borbe, visoki partijski funkcionar, republički sekretar (ministar) za unutrašnje poslove SR Hrvatske u razdoblju od 1953. do 1963., kada je imenovan za saveznog sekretara za unutrašnje poslove SFRJ, dužnost koju je obnašao u razdoblju od 1965. do 1967. godine, te je imao jednu od značajnih uloga u tzv. Brijunskom plenumu 1966.

## Djetinjstvo i mladost
Rođen je 8. siječnja 1918., u mjestu Premantura, pokraj Pule, tada u sastavu Austro - Ugarske Monarhije. Nakon završetka Prvoga svjetskog rata, taj se kraj našao pod okupacijom talijanskih vojnih jedinica, jer je Kraljevina Italija silom tražila ispunjenje odredbi tajnog Londonskog ugovora iz 1915., prema kojemu su Savezničke i udružene sile Italiji obećale teritorijalne promjene na istočnoj obali Jadrana. Uslijed fašističkog terora, Mišković zajedno s obitelji, 1921., napušta Istru, te odlaze u Kraljevinu SHS, gdje ih vlasti kao istarske izbjeglice prvo nastanjuju u Zagrebu, da bi se potom 1922., trajno nastanili u Slavonskom Brodu. 
U Slavonskom Brodu polazi pučku (osnovnu) školu i gimnaziju. Tijekom gimnazijskog školovanja priključuje se ilegalnom komunističkom pokretu, te je primljen u SKOJ, da bi kasnije, 1940., bio primljen u članstvo KPJ. U Zagrebu je studirao strojarstvo na tehničkom fakultetu, gdje je završio dva semestra. Tijekom razdoblja Kraljevine Jugoslavije i Banovine Hrvatske vlasti su ga nekoliko puta uhitile i pritvarale pod sumnjom na ilegalne komunističke aktivnosti. 

## Sudjelovanje u Drugom svjetskom ratu
Nakon početka Drugoga svjetskog rata, okupacije Jugoslavije i uspostave NDH, odmah po izbijanju ustanka, 1941., aktivno se priključuje narodnooslobodilačkoj borbi na području Slavonije, te se nalazio na dužnosti sekretara gradskog i okružnog komiteta u Slavonskom Brodu, da bi potom, 1943., bio upućen u Zagreb, gdje je rukovodio ilegalnim aktivnostima. 

## Karijera u socijalističkoj Jugoslaviji
Nakon završetka Drugoga svjetskog rata radi u tijelima organa unutrašnjih poslova, u Zagrebu i Beogradu, da bi nakon rezolucije Informbiroa (IB-a) bio postavljen za (republičkog) ministra unutrašnjih poslova u Skopju, u NR Makedoniji, na kojoj je dužnosti bio u razdoblju od 1948. do 1953. godine. 
Nakon obavljene dužnosti u NR Makedoniji, imenovan je za republičkog sekretara (ministra) unutrašnjih poslova NR Hrvatske, na kojoj je dužnosti bio u razdoblju od 1953. do 1963. godine.
U razdoblju od 1965. do 1967. obnašao je dužnost saveznog sekretara (ministra) unutrašnjih poslova SFR Jugoslavije, te je s te dužnosti, kao jedan od bliskih suradnika Josipa Broza Tita, aktivno sudjelovao u tzv. Brijunskom plenumu, na kojem je smijenjen Aleksandar Ranković. 
Nakon sloma pokreta hrvatskog proljeća, 1971., imenovan je na mjesto člana Predsjedništva SFR Jugoslavije, na kojem zamjenjuje netom smijenjenog Miku Tripala iz SR Hrvatske, te se na toj dužnosti zadržava u razdoblju do 1974.godine.
Poginuo je u automobilskoj nesreći, 8. rujna 1978., na dionici autoceste Zagreb - Beograd, kod Ivanić-Grada. U tom slučaju su s Miškovićem u vozilu stradali i Franjo Sertić, koji je smrtno stradao, te Ivica Račan, koji je zadobio teške tjelesne ozljede. 
Pokopan je uz najviše partijske i vojne počasti na gradskom groblju Mirogoj, u Zagrebu.